# Navigator of the Seas
O MS Navigator of the Seas é um navio de passageiros operado pela Royal Caribbean International e construído pela Kvӕrner Masa-Yards em Turku, Finlândia. Ele é a quarta embarcação da Classe Voyager de cruzeiros depois do Voyager of the Seas, Explorer of the Seas e Adventure of the Seas, sendo seguido pelo Mariner of the Seas. Ao iniciar sua carreira em 2002 o Navigator of the Seas era o maior navio do mundo, mantendo esse posto por dois anos até o lançamento do RMS Queen Mary 2.